# 弗朗茨·瑞克林
弗朗茨·瑞克林（Franz Riklin，1878年—1938年）是一位瑞士精神病學家，曾在德國精神病學家埃米爾·克雷佩林位於蘇黎世的伯格赫茲利醫院工作，與克雷普林和另一位精神病學家古斯塔夫·阿沙芬堡一同研究實驗心理學。1904年時他在瑞士萊茵瑙的診所當心理醫師，1910年成為國際精神分析協會的一等秘書。
瑞克林曾與瑞士精神病學家卡爾·榮格合作研究字詞聯想測驗，並於1905年出版論文，發表他們的研究成果。其它的研究還包括童話中的象徵主義、實現願望研究等。